# Fred Benfield
Fred Benfield, né le 5 avril 1937 et mort le 27 octobre 2007, est un rameur d'aviron australien. 

## Carrière
Fred Benfield a participé aux Jeux olympiques de 1956 à Melbourne. Il a remporté la médaille de bronze  avec le huit australien composé de Michael Aikman, David Boykett, Brian Doyle, James Howden, Walter Howell, Garth Manton, Adrian Monger et Harold Hewitt.